# Elasmus ciopkaloi
Elasmus ciopkaloi is een vliesvleugelig insect uit de familie Eulophidae. De wetenschappelijke naam is voor het eerst geldig gepubliceerd in 1929 door Novicky.